# 三井の大黒
『三井の大黒』（みついのだいこく）は、落語の演目の一つ。名人と呼ばれた大工・左甚五郎を主人公とした噺である。3代目桂三木助、6代目三遊亭圓生が得意とした。
左甚五郎を主題とした噺には、ほかに、浪曲の廣澤菊春原作の『竹の水仙』や『ねずみ』がある。

## あらすじ
江戸の神田八丁堀。大工が作業をしているところに半纏を着た男が現れ、大工の仕事ぶりにけちをつけた。男は怒った大工たちに暴行を受けた。棟梁・政五郎が仲裁して男にたずねると、男は西の国の番匠（ばんじょう、大工の意）だ、という。男は気に入られ、棟梁の居候となった。
男は不思議な受け答えばかりをし、ぼうっとしたところがあった。さらに「殴られた拍子に自身の名前を忘れてしまった」というので、若い大工たちに「ポン州」（または「ぬうぼう」）というあだ名を与えられた。「ポン州か。ポン州は大好きだ。わしゃ、一度ポン州になりたかった」「おい本当かよ。この野郎ポン州でいいとよ。じゃあおい、ポン州!」「あいよ」「あ、返事してやがる」
板を削る下働きを担当することになったポン州は、3時間ずっと鉋を砥いでいた。ようやく削った2枚の板を重ねると、板はぴったりと重なり、若い大工が力を込めても一向にはがれない。「無理にしようものなら、間から火が出て火傷をするよ」驚く大工たちを尻目に、ポン州は棟梁の家に帰ってしまった。
このことを知った棟梁は、客人に失礼だ、として大工たちを叱りつけ、ポン州に「機嫌が治るまで毎日寝たり起きたりしてくれればいい」と声をかけた。ポン州はこれ以後、本当に何もしないで棟梁宅の二階にゴロゴロし続けた。棟梁の妻は「なんとかしておくれよ。『晩飯のおかずは何だ。今日もシャケか』ってさ。腹が立つじゃないか。お前さん、たたき出しとくれよ」と不満をこぼす。
江戸の大工は、歳の市（年末の縁日）向けに端材で生活用品などを作って小遣い稼ぎにする。棟梁はポン州に「西の大工は彫り物が得意と聞く。何か一つ飾りか置物を作って見たらどうだい」とすすめた。素直に応じたポン州は二階で食事も睡眠も取らず、一心不乱に何かを作る。数日後、ポン州は小僧に手紙を持たせてどこかに使いにやらせ、「湯に行ってくる」と出かける。
好奇心にかられてポン州の部屋に入った棟梁は、大黒の像を見つけた。大黒はにこやかに微笑む顔に、部屋に差しこんだ日の光を受け、生きているかのようであった。
そこへ駿河町の三井の本店から使いが来て、「そちらに飛騨高山の棟梁、左甚五郎先生は御在宅では」と言う。さては、とすべてを察した棟梁のもとに、ポン州が帰ってくる。棟梁が問いただすと「いかにも」と正体を明かす。実は阿波の名工・雲慶が三井のために恵比寿像を彫ったので、二神像として対になるように大黒を彫りに来てくれ、と三井から招きを受けて江戸に来た甚五郎が、たまたま棟梁の家に転がり込んできたというわけであった。甚五郎は棟梁に、世話になった礼だ、と三井からの礼金を渡した。
三井の使いが「阿波の雲慶先生には恵比寿様に『商いは濡れ手であわのひとつかみ』という句をいただきました（「濡れ手で粟」とは苦せず利益を得るという意味のことわざ。そして「粟」と「阿波」、「一掴み」と「一つ神」がかかっている）。つきましては先生の大黒様にも下の句をつけていただけませんでしょうか」と願うので、甚五郎が「どれどれ、面白くはないが一つつけさせていただこう。」とすらすらと短冊に書いたのが「守らせたまえ二つかみたち（恵比寿に大黒が加わるので「二つ神」。上の句と同じ掛け方で「二掴み」とし、さらなる商売繁盛の祈願ともなる）」。

## 解説
すべて演じたら1時間近くかかる大作で、甚五郎のユーモラスな感じと大工たちの江戸前の歯切れ良さを表現し分ける技量、そして強靭な体力が演者に求められる。
3代目三木助は1960年（昭和35年）11月、東横落語会でこの演目を演じた。すでに全身をがんに侵されていた三木助は、左足が腫れて正座ができず足を投げ出し、前に置いた見台でそれを隠しながら演じ、これが最後の高座になった。この音源は1981年（昭和57年）にCBSソニーからレコード化されている。